# Jaciment arqueològic de Txèremi
El jaciment arqueològic de Txèremi (georgià: ჭერემის ნაქალაქარი, literalment, 'ciutat antiga en ruïnes de Txèremi') és un lloc històric i arqueològic a l'est de Geòrgia, situat prop del modern llogaret de Txèremi, al municipi de Gurjaani, a la regió de Kakhètia. El jaciment comprèn ruïnes d'esglésies, un castell amb una muralla de circuit i enterraments. Parts d'aquestes ruïnes corresponen a la ciutat extinta de Txèremi, coneguda des de les primeres cròniques medievals georgianes, i estan inscrites en la llista dels Monuments Culturals destacats de Geòrgia.

## Història
Txèremi es troba al Chermistsqali, un afluent del marge dret del riu Alazani, als vessants nord-orientals de la serralada Gombori. A l'antiguitat tardana, aquesta zona era una frontera estratègica entre el Regne de Kartli-Regne d'Ibèria de les fonts clàssiques i Albània. La primera menció registrada de Txèremi apareix en la crònica de Juansxer, composta al voltant de l'any 800, que atribueix a Vakhtang I Cap de Llop, el rei de finals del segle v de Kartli, la construcció de dues esglésies a Txèremi i una ciutadella entre elles. Vakhtang també concedí «la ciutat de Txèremi» al seu fill gran, Vatxe II. Més tard, en el regnat de Vakhtang, la fortalesa de Txèremi va ser destruïda en un atac persa. Txèremi mai no es va recuperar per complet, però va conservar la seva funció com a seu d'un bisbat fins al segle xviii. Preocupats per una sèrie d'incursions del tipus ràtzia del Daguestan, l'àrea de Txèremi havia estat pràcticament despoblada el 1757, quan el seu marc episcopal va ser dissolt i el territori assignat a les eparquies georgianes veïnes d'Alaverdi, Bodbe i Ninotsminda.

## Arqueologia i descripció

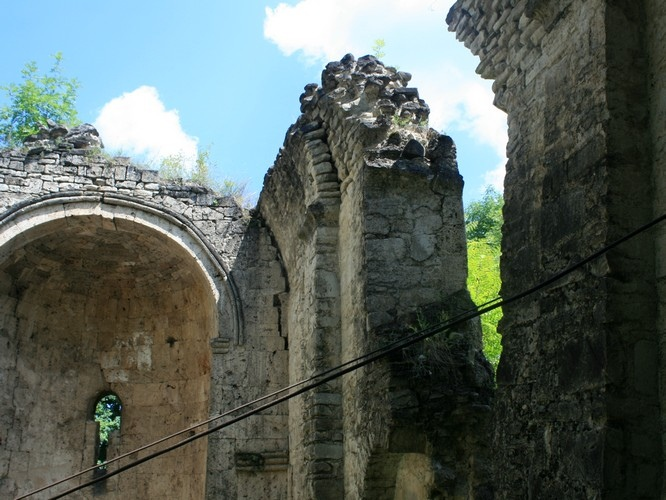
Ruïnes de Txèremi

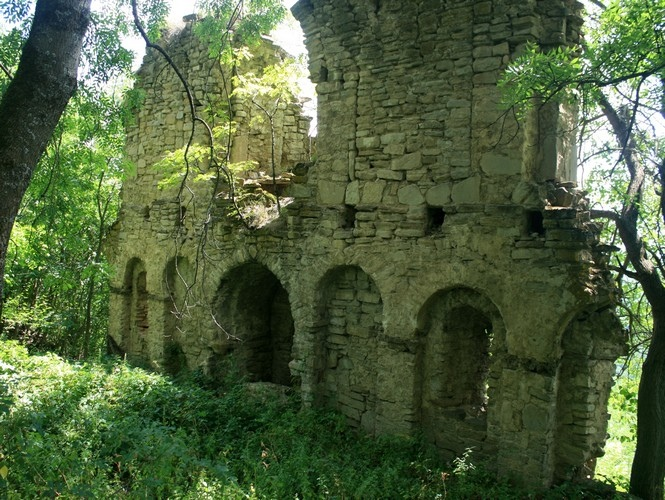
Ruïnes de Txèremi

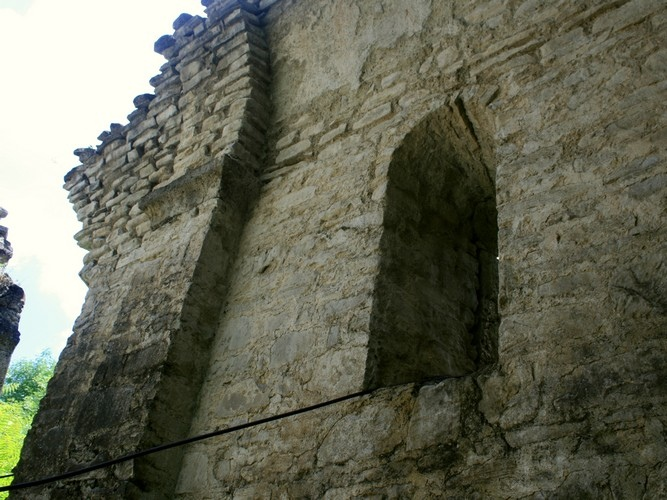
Ruïnes de Txèremi

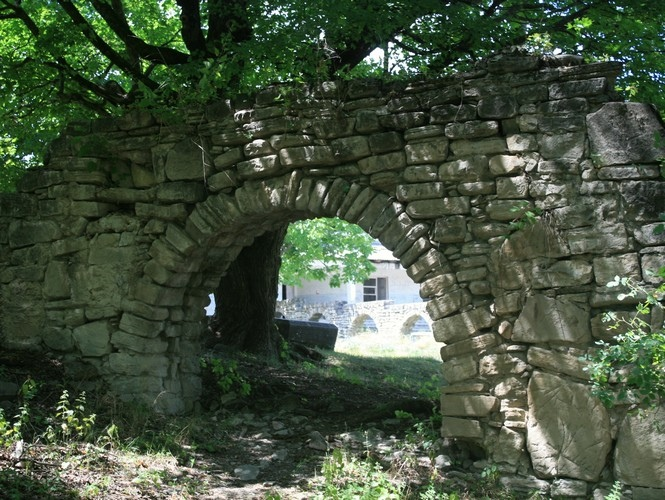
Ruïnes de Txèremi

La recerca de l'antiga ciutat de Vakhtang I Cap de Llop va conduir a una expedició arqueològica, en acabar de restaurar el llogaret de Txèremi el 1979, que desenterrava capes des de l'edat del bronze tardà fins l'alta edat mitjana, entre les quals es trobaven diversos enterraments de cistes de pedra, en la seva majoria col·lectives, datades d'entre els segles iii i VII, algunes de les quals contenien terrisseria, joies i monedes romanes. Una església dels segles IV i v, la de santa Margarida d'Antioquia, també va ser descoberta en aquest territori.
Les ruïnes de la ciutat de l'antiguitat tardana, associades per les cròniques medievals a Vakhtang Cap de Llop, van ser trobades en un pujol a uns 5 km a l'oest del llogaret modern. Les restes de l'antiga Txèremi inclouen una ciutadella, que ocupa una superfície de 10 hectàrees, amb les ruïnes d'un castell, un palau, esglésies, una muralla i altres estructures.
El castell de Txèremi estava situat en un promontori rocós al caire occidental del pujol. Ocupant una àrea de 300 metres quadrats, constava de sis cambres, dos passadissos i una torre. A l'est d'aquest edifici, hi havia un palau, amb unes dimensions de 30,50 m × 15,70 m. Tenia tres sales, cadascuna amb una porta que s'obria al sud. Tots dos edificis van ser construïts amb grans blocs de pedra i sostrades amb teules vermelles. Més a l'est, un mur baixava fins a la llera del riu; el segment sud era un mur doble, que contenia una porta de la ciutat, amb un camí de llambordins que la travessava.
Dues esglésies es troben al territori de la fortalesa de Txèremi en ruïnes. Una d'elles, la de Santa Bàrbara, és una església amb planta de saló ja restaurada, que data estilísticament de finals del segle v. Formava part del complex del palau. L'altra porta el nom de Sant Jordi i també se la coneix com a Tsverodabali per un petit pujol on és. Aquesta església de principis de l'edat mitjana, de 10,27 m × 3,74 m, construïda amb blocs de gres recoberts, és també una església de saló, amb absis semicircular, arc de ferradura i deambulatori molt danyat.
La catedral de Sant Nicolau, al centre del poble modern, és una basílica de tres naus, amb un absis pentagonal que sobresurt en la nau central i absis semicirculars a les naus nord i sud. Probablement va ser construïda en el segle X o XI, sobre l'emplaçament d'una església antiga. La façana sud de la nau nord porta una inscripció en pedra en l'escriptura medieval georgiana asomtavruli, que esmenta «el Kathòlic Melquisedek». Adjacent a l'església es troben les ruïnes d'un edifici de cúpula quadrada -destruït pels activistes comunistes antireligiosos el 1924-, un antic santuari cristià o un antic altar zoroastrià. A l'est del poble, en un cementiri, hi ha una església de sant David dels segles v i vi, una basílica de tres naus, de la qual únicament sobreviu la nau central amb un absis de ferradura.